# 邦多夫
邦多夫是德国巴登-符腾堡州的一个市镇。总面积17.55平方公里，总人口5885人，其中男性2932人，女性2953人（2011年12月31日），人口密度335人/平方公里。